# ザランブダレステス
ザランブダレステス（Zalambdalestes）は中生代白亜紀後期のモンゴルに生息していた小型有胎盤哺乳類。属名の「ザ」は定冠詞、「ランブダ」 = 「ラムダ」はギリシア文字の「λ（ラムダ）」、「レステス」は「齧（）り」とされる。あるいは「嵐泥棒」とも。

## 形態

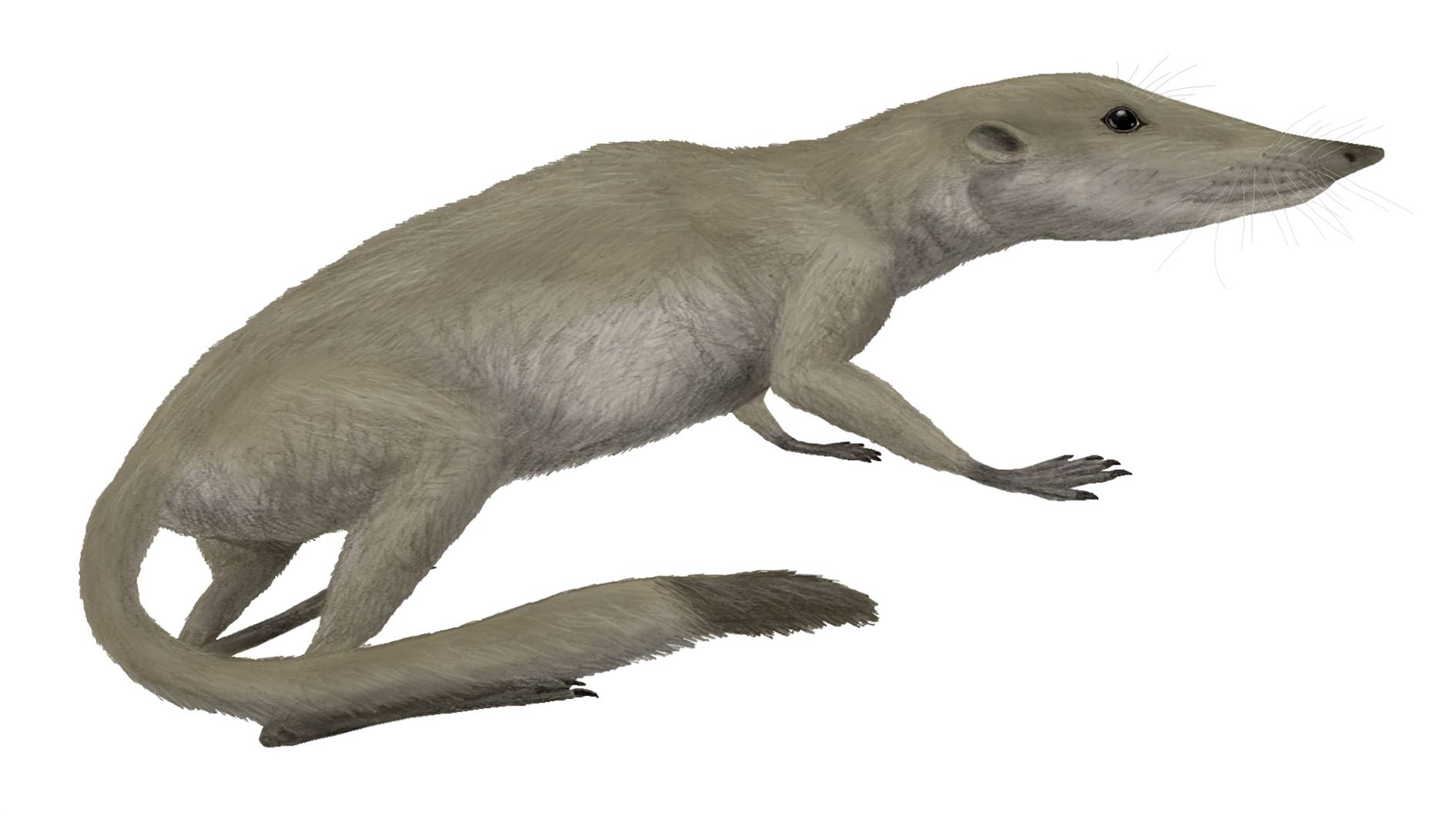
Za. lechei 想像図

頭胴長15 - 18センチメートル程度、頭部はほんの5センチメートルの長さ。後のレプティクティディウムのようにジネズミ様の長い口吻と長い歯、小さな脳と大きな眼球を持った動物である。鼻づらは先端が上を向いており、嗅覚も敏感であったことがうかがえる。
力強い四肢と長い尾を持つが、樹上生活には適応していなかったとされる。肢端が小さく、また親指が対向していないので、ものをつかむのには適さないためである。しかし後肢には長い足骨を持っており、カンガルーネズミなどのようにジャンプして移動したと推定されている。おそらくは地上性の生物であり、森の下生えの中で生活し、昆虫や小動物を狩っていたのであろう。長い切歯は小動物を捕獲するのに適していた。犬歯は歯根が二つになるという特殊化を見せているが、上顎臼歯は初期真獣類特有の幅の狭い三角形であった。また小臼歯は四本、大臼歯は3本と真獣類の基本形を保つ。
1993年に行われた発掘調査委においてほぼ完全な骨格が発見されているが、骨盤の前部に上恥骨をもつことが明らかになった。この骨は有袋類において育児嚢を支える役目をもっており、「袋骨」とも呼ばれている。これをザランブダレステスが持つということは、かれらも有袋類同様胎盤の形成が不完全で、未熟な状態で子を産んだ可能性を示唆するものである。しかし、単に筋肉の付着部であった可能性もある。また頭骨も詳細に調査され、頸動脈の経路など独特の構造であることが明らかになった。研究者のマルコム・マッケナらは頭骨の形態について、ウサギ目との類似を指摘している。